# Sedúlio Escoto
Sedúlio Escoto (em latim: Sedulius Scotus; fl. 840–860) foi um professor, gramático do latim e comentarista das Escrituras irlandês que viveu no século IX. Ele é por vezes chamado de Sedúlio, o Jovem, para distingui-lo do poeta do século V Célio Sedúlio. A forma irlandesa usual de seu nome é Siadhal, mas é provável quer ele tenha sido chamado de Suadbar.

## Vida
Sedúlio foi um dos membros de uma colônia de professores irlandeses que viviam em Liège durante o reinado do imperador Lotário (r. 840-855). Pelos registros manuscritos do século IX, parece que houve um professor em São Lamberto, na cidade, que era conhecido por este nome e também por ser poeta. Sedúlio era um estudante de grego e, de acordo com Bernardo de Montfaucon, foi ele que copiou o "Saltério Grego" (nº 8047 na "Bibliothèque de l'Arsenal", Paris). Seus poemas, que chegam a noventa, foram publicados por Traube em "Poetae Aevi Carolini", que é parte da "Monumenta Germaniae Historica". 
É bem provável que, no fim da vida, Sedúlio tenha ido para Milão, seguindo o exemplo de seu conterrâneo Dungal, que fundou em uma escola em Pavia. Não se sabe porém quando e nem onde morreu.

## Obras
As obras mais importantes de Sedúlio são seu tratado "De Rectoribus Christianis", um comentário sobre a "Isagoge" de Porfírio, uma introdução à lógica de Aristóteles, e um comentário escritural, "Collectanea in omnes beati Pauli Epistolas". A primeira é uma importante contribuição para a ética cristã e é a primeira de uma longa linha de tratados escrita durante a Idade Média com o objetivo de educar príncipes e monarcas cristãos. A coleção foi, muito depois, chamada de "Espelho dos Príncipes" por dissertar sobre os encargos típicos desta dignidade. 
Sobreviveram também muitas cartas de Sedúlio, algumas das quais publicadas na "Neues Archiv" (II, 188 e IV, 315). Nelas, ele conta as vicissitudes dos exilados irlandeses no continente europeu e lançam alguma luz sobre a atitude dispensada a eles pelas autoridades, civis e eclesiásticas, e o povo da época.